# Spottmünze

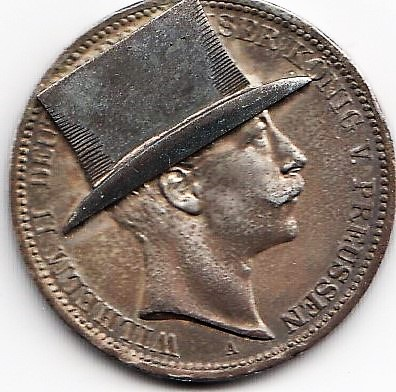
Spottmünze, Kaiser Wilhelm II. mit aufgelötetem Zylinder

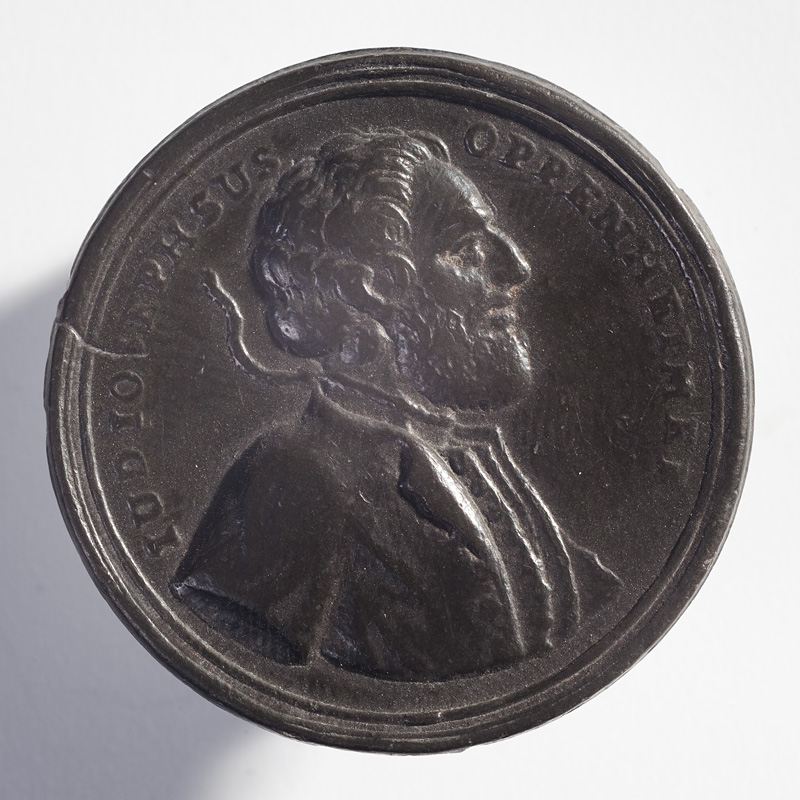
Spottmünze; Joseph Oppenheimer „Jud Suss“, 1738 in Stuttgart hingerichtet. In der Sammlung des Jüdischen Museums der Schweiz.

Spottmünzen sind Münzen, die im Gegensatz zu den Spottmedaillen für den normalen Geldumlauf gedacht waren und im Motiv oder der Inschrift auf humoristische oder satirische Weise Ereignisse, Institutionen oder Personen verspotten.

## Geschichte
Spottmünzen waren bereits in der römischen Kaiserzeit zu finden.
Auch später spiegelten sich religiöse und politische Auseinandersetzung auf Münzen wider, so im Gefolge der Reformation.
Ein bekanntes deutsches Beispiel ist der Pfaffenfeindtaler, gelegentlich auch als Gottesfreundtaler bezeichnet. Christian von Braunschweig-Wolfenbüttel, Anführer eines protestantischen Söldnerheeres 1622, ließ diese während des Dreißigjährigen Krieges aus dem erbeuteten Paderborner Domschatz prägen, um damit seine Verachtung gegenüber der gegnerischen Katholischen Liga sowie den Katholiken im Allgemeinen zum Ausdruck zu bringen. Bereits sein Vater, Herzog Heinrich Julius von Braunschweig-Wolfenbüttel, hatte in den 1590er Jahren fünf Spotttaler, den Rebellentaler, den Lügentaler, den Wahrheitstaler, den Mückentaler und den Pelikantaler prägen lassen.
Noch älter ist der sogenannte Interimstaler; bei diesem talerförmigen Gepräge handelt es sich um einen Spotttaler auf das Augsburger Interim.
Die Numismatik in Holland ist besonders reich an Spottmünzen.
Bekannt wurden auch antisemitische Spottmünzen, so nach der Hinrichtung von Joseph Süß Oppenheimer, genauso wie der französische Kaiser Napoleon III. Gegenstand einiger Spottprägungen wurde.
Zu den Spottmünzen zählen auch von privater Seite umgearbeitete Münzen. Anfang des 20. Jahrhunderts wurden preußische 3- und 5-Mark-Stücke mit aufgelötetem Zylinder in Umlauf gebracht, um damit auszudrücken, dass mit dem Ausbruch der Novemberrevolution im Jahre 1918 der deutsche Kaiser Wilhelm II. sprichwörtlich seinen Hut nehmen musste. Auch der sächsische König Friedrich August III. wurde mit einer Münze mit Zylinder verspottet.